# Rolls-Royce Hyperion
Rolls-Royce Hyperion – samochód osobowy klasy luksusowej typu one-off wyprodukowany pod brytyjską marką Rolls-Royce w 2008 roku.

## Historia i opis modelu
W sierpniu 2008 roku podczas wydarzenia Concours d’Elegance w amerykańskim Pebble Beach Rolls-Royce przedstawił swój pierwszy limitowany pojazd, który zbudowany został w ramach współpracy z włoskim studiem projektowym Pininfarina. Nazwa Hyperion została zaczerpnięta od imienia Hyperiona, jednego z tytanów w mitologii greckiej.
Pojazd powstał na bazie luksusowego kabrioletu Phantom Drophead Coupé, dzieląc z nim m.in. płytę podłogową, podzespoły techniczne, silnik, kabinę pasażerską, a także otwierane pod wiatr drzwi. Jednocześnie samochód otrzymał zbudowany od podstaw projekt stylistyczny w całości opracowany przez Pininfarinę.
Nadwozie zyskało smuklejsze od pierwowzoru proporcje, z wysoko osadzonymi reflektorami i bardziej płynnymi liniami karoserii oraz kabinę pasażerską przesuniętą o 400 mm. Nadwozie zyskało szpiczaste zakończenie, z kolei pod wyraźnie zarysowaną przednią bryłą umieszczono współdzielony z linią Phantom 6,75-litrowy silnik V12 o mocy 460 KM.

### Sprzedaż
Rolls-Royce Hyperion został zbudowany w jednym egzemplarzu na specjalne zamówienie kolekcjonera samochodów Rolanda Halla. Ten sprzedał go po trzech latach nabywcy w Zjednoczonych Emiratach Arabskich za ok. 4,5 miliona euro. Od tego czasu pojazd wielokrotnie zmieniał w tym kraju właścicieli, m.in. w 2012, 2016 i 2020 roku. Ceny były wielokrotnie niższe niż pierwotna - ta z 2016 roku wyniosła 1,73 mln euro.

### Silnik
- V12 6.75l 460 KM